# Coverham Abbey

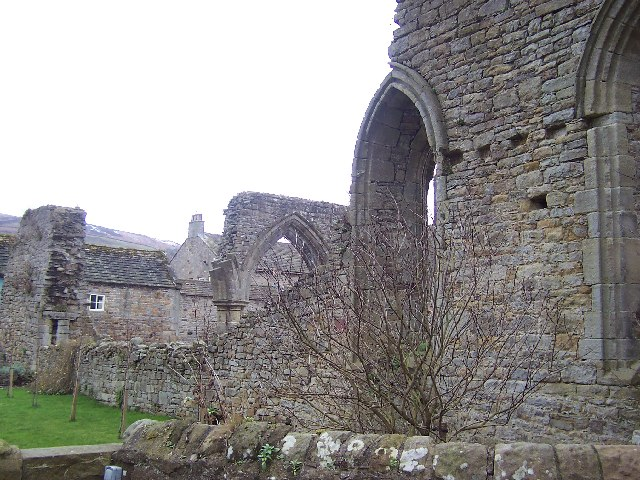
Die Ruine der Coverham Abbey

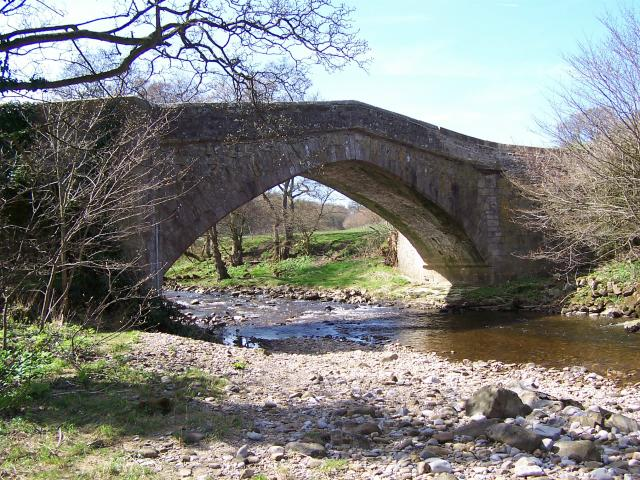
Die mittelalterliche Klosterbrücke

Coverham Abbey war eine Niederlassung der Prämonstratenser nahe Leyburn (North Yorkshire) in Großbritannien. Die Klosterruine ist  als Kulturdenkmal der Kategorie Grade I eingestuft.

## Geschichte
Die Prämonstratenser folgten zunächst einem Ruf von Helewisia, Tochter des Ranulf de Glanville, nach Swainby, wo sie sich 1190 niederließen. Hierbei handelte es sich möglicherweise um eine Filation von Durford Abbey in Sussex. Die Prämonstratenser wurden um 1212 von Helewisias Sohn Ranulf fitzRalph nach Coverham geholt. In Swainby zeugt heute nichts mehr von der ersten Ansiedlung. In Coverham wurde eine neue Klosteranlage errichtet, deren Kirche das Patrozinium St. Mary of Charity trug. Nach Schottenüberfällen 1331/32 musste die Kirche wieder hergerichtet werden. Die Aufhebung des Klosters erfolgte 1536. Kirche und Klostergebäude wurden teilweise abgerissen bzw. in einen Gutshof des 18. Jahrhunderts integriert. Von der einstigen Klosterkirche zeugen nur noch wenige Fragmente. Erhalten haben sich vor allem das Tor- und Gästehaus des Klosters.
In der Südwestecke des früheren Klostergeländes befindet sich die mittelalterliche Brücke Coverham Abbey Bridge über den Fluss Cover. Die Brücke wurde durch das Kloster im 15. Jahrhundert errichtet und führte zu Grangien und Besitzungen des Konvents. Die Brücke ist als Kulturdenkmal der Kategorie Grade II* eingestuft.
Unmittelbar westlich anschließend an das frühere Klostergelände hat sich die Pfarrkirche Holy Trinity aus dem 13. Jahrhundert erhalten, die vermutlich dem Kloster inkorporiert war.

## Wissenswertes
Die Ruine der Coverham Abbey ist mehrfach von der BBC als Schauplatz für Dreharbeiten der Fernsehserie „Der Doktor und das liebe Vieh“ ausgewählt worden, zum Beispiel in den Episoden „Pride of Possession“ und „The Call of the Wild“. Die Brücke war Drehort in der Episode „Advice & Consent“.